# Williams FW27
A Williams FW27 egy Formula–1-es versenyautó, amelyet a Williams csapat épített és versenyeztetett a 2005-ös Formula–1 világbajnokság során. A csapat új pilótafelállása az ausztrál Mark Webber és a német Nick Heidfeld voltak - utóbbit a szezon utolsó versenyein Antonio Pizzonia váltotta.

## Áttekintés
Ez volt az utolsó autó, ami a BMW és a Williams kooperációjában készült, és az utolsó, ami Michelin gumikat használt. Bár a megelőző években szép sikereket értek el, az FW27-es nem volt egy olyan jó konstrukció, mint az elődei. Heidfeld és Webber is szorgalmasan gyűjtötték a pontokat, győzni azonban egyikük ek sem sikerült. Legjobb eredményük a monacói második és harmadik hely volt, illetve Heidfeld második helye az európai nagydíjon, mely versenyt pole pozícióból kezdhette. Az amerikai nagydíjon, ahogy a többi Michelin-gumis csapat, úgy ők sem vettek részt. Az olasz nagydíjtól kezdve a sérült Heidfeld helyett a tesztpilóta Antonio Pizzonia ugrott be.Az idényt az ötödik helyen zárták, ami messze volt az elvárásoktól.
Érdekesség, hogy ebben az autóban ült először Sebastian Vettel, aki ezzel tette meg első Formula–1-es tesztköreit.

## Eredmények
| Év   | Csapat              | Motor         | Gumik | Pilóták          | 1   | 2   | 3   | 4   | 5   | 6   | 7   | 8   | 9   | 10  | 11  | 12  | 13  | 14  | 15  | 16  | 17  | 18  | 19  | Pontok | Helyezés |
| ---- | ------------------- | ------------- | ----- | ---------------- | --- | --- | --- | --- | --- | --- | --- | --- | --- | --- | --- | --- | --- | --- | --- | --- | --- | --- | --- | ------ | -------- |
| 2005 | BMW WilliamsF1 Team | BMW P84/5 V10 | M     |                  | AUS | MAL | BHR | SMR | ESP | MON | EUR | CAN | USA | FRA | GBR | GER | HUN | TUR | ITA | BEL | BRA | JPN | CHN | 66     | 5.       |
| 2005 | BMW WilliamsF1 Team | BMW P84/5 V10 | M     | Mark Webber      | 5   | KI  | 6   | 7   | 6   | 3   | KI  | 5   | NI  | 12  | 11  | 19  | 7   | KI  | 14  | 4   | 17  | 4   | 7   | 66     | 5.       |
| 2005 | BMW WilliamsF1 Team | BMW P84/5 V10 | M     | Nick Heidfeld    | KI  | 3   | KI  | 6   | 10  | 2   | 2   | KI  | NI  | 14  | 12  | 11  | 6   | KI  |     |     |     |     |     | 66     | 5.       |
| 2005 | BMW WilliamsF1 Team | BMW P84/5 V10 | M     | Antônio Pizzonia |     |     |     |     |     |     |     |     |     |     |     |     |     |     | 7   | 15  | KI  | KI  | 13  | 66     | 5.       |